# Calu Rivero

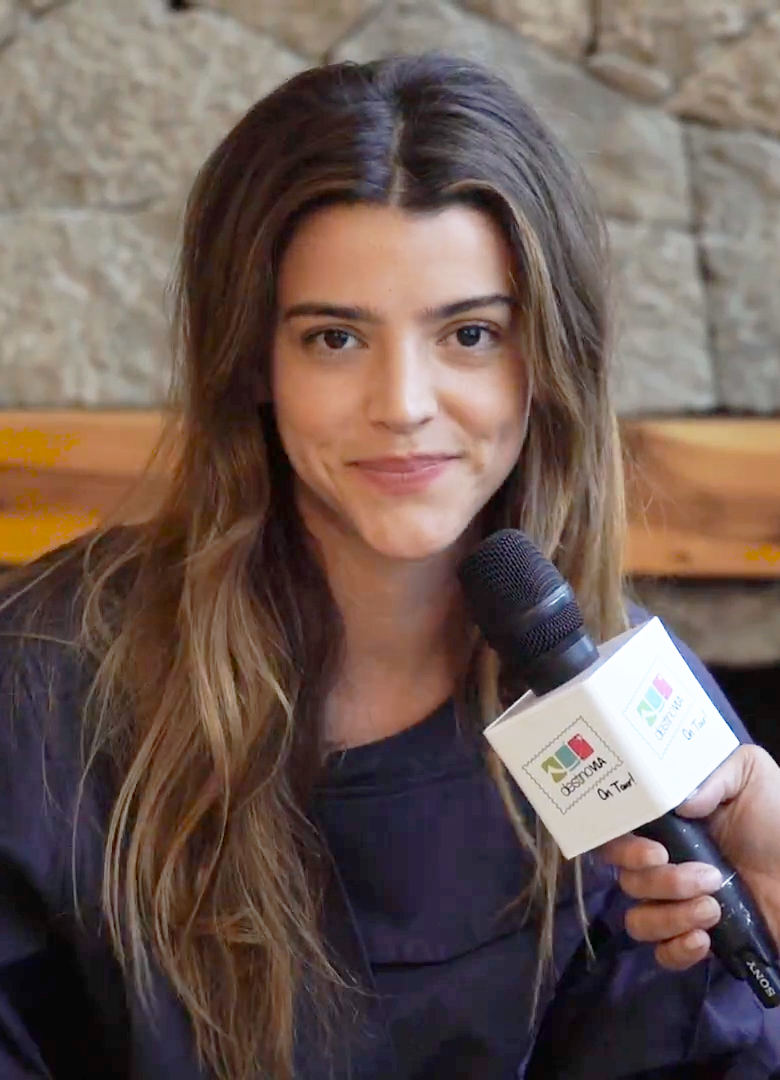
Calu Rivero

Carla Soledad Rivero  (sinh ngày 5 tháng 4 năm 1987), được biết đến với biệt danh Calu, là một nữ diễn viên, người mẫu, nhà thiết kế và DJ người Argentina.
Năm 2007, Rivero trở thành nữ diễn viên đầu tiên từ tỉnh Catamarca xuất hiện trên truyền hình quốc gia. Vì điều này, cô được đặt tên là Công dân cần mẫn của Recreo.

## Đầu đời
Carla Soledad Rivero sinh ngày 5 tháng 4 năm 1987 tại Recreo, tỉnh Catamarca. Cô cùng gia đình chuyển đến tỉnh Córdoba khi mới 6 tuổi. Biệt danh "Calu" của cô do chị gái của cô đặt, bởi vì một nhân vật tên là Kalú trong Telenovela Tic tac Chile.

## Nghề nghiệp

### Công việc ban đầu (2006-2007)
Học xong cấp ba, Rivero bắt đầu học Nghệ thuật Sân khấu tại Đại học Quốc gia Córdoba. Đam mê quần áo, cô đã tổ chức một chương trình truyền hình về thời trang cho đến khi 19 tuổi.
Năm 2006, Rivero chuyển đến Buenos Aires để theo đuổi sự nghiệp diễn xuất của mình và bắt đầu tham gia các lớp học kịch với Norman Briski. Năm 2007, cô được kêu gọi làm việc tạm thời như một vai phụ trong Son de Fierro và Lalola.

### Đột phá (2007-2011)
Vai diễn truyền hình đột phá của Rivero là trong " Patito Feo " vào tháng 8 năm 2007, nơi cô được chọn vào vai phản diện. Nhân vật này rất nổi tiếng và kết quả là Rivero bắt đầu đạt được số điểm sau. Cô cũng xuất hiện trong các chương trình TV như Atrapados, Champs 12, Casi Ángele và Alguien que me quiera.
Sự nghiệp người mẫu của River bùng nổ, trở thành gương mặt đại diện của cả các công ty trong nước và quốc tế như Nike, TOMS Shoes, Agatha Ruíz de la Padra, La Casa de las Botas, Sweet Victoria, Todo Moda, 47 Street và Roho.

### Vai diễn gần đây (2011-nay)
Đầu năm 2011, Rivero được mời đóng vai trong El Elegido, với Pablo Echarri. Vai diễn của cô đã đem lại những lời khen ngợi. Vào tháng Hai, Rivero thiết kế bộ sưu tập mùa đông của riêng mình cho Complot thời trang Argentina.
Vào giữa năm 2011, Rivero đóng vai chính trong video âm nhạc cho "Please Me" của ban nhạc người Argentina Poncho. Bài hát rất thành công ở Argentina, được coi là bản hit mùa hè năm 2012. Thực tế này đã nâng cao sự nổi tiếng của Calu Rivero.
Cuối năm 2011, Calu Rivero trở thành một trong những nữ diễn viên được săn đón nhất ở Argentina, được coi là " It girl " quốc gia mới  và là một biểu tượng thời trang.
Năm 2012, cô tham gia đoàn làm phim telenovela Dulce Amor phát sóng ở Telefe.
Năm 2013, Rivero xuất hiện lần đầu tiên trong bộ phim Tesis sobre un homicidio của Hernán Goldfrid, và cũng có sự tham gia của Ricardo Darín, Alberto Ammann và Arturo Puig. Bộ phim là một thành công, và dẫn đầu phòng vé trong nhiều tuần.